# Apistogramma arua
Espèce
Apistogramma arua est un poisson appartenant à la famille des Cichlidae.

## Référence
Römer & F. Warzel; 1998; "Apistogramma arua sp. n. (Teleostei: Perciformes: Cichlidae), a new species of dwarf cichlid from the Rio Arapiuns system, Para State, Brazil"; Aqua; Journal of Ichthyology and Aquatic Biology; v. 3; n. 2; pp. 45-54.